# Direitos dos animais no Brasil
O bem-estar e os direitos dos animais no Brasil referem-se às leis que regem o tratamento dos animais não humanos no país. O Brasil é um dos principais produtores de produtos de origem animal, e sua permissão para métodos de criação intensiva de animais, como o confinamento extremo, torna o bem-estar dos animais de criação uma grande preocupação.
Em comparação com outros países, o Brasil também utiliza um grande número de animais para a produção de peles e pesquisa.
Nos últimos anos, diversas reformas no bem-estar animal foram implementadas pelo governo e pelos principais produtores de carne.

## Regulamentações
A primeira lei de bem-estar animal do Brasil foi um decreto de 1924 que proibia "realizar qualquer comportamento ou recreação que causem sofrimento aos animais."
Um decreto mais abrangente de 1934 estipulava que os animais não deveriam ser sobrecarregados de trabalho ou mantidos em locais onde não pudessem respirar adequadamente, mover-se ou descansar, ou serem privados de ar ou luz, e que lhes fosse proporcionada uma morte rápida (seja para consumo humano ou não). O decreto também proíbe abandonar um animal doente, ferido ou mutilado e deixar de fornecer ao animal "tudo o que for necessário", incluindo assistência veterinária. Advogados do Ministério Público ou de organizações de proteção animal estão autorizados a representar os animais em tribunal, concedendo-lhes um grau de legitimidade legal que lhes falta em muitos países, como os Estados Unidos.
A Constituição do Brasil (1988) estabelece que o governo deve proteger os animais contra a crueldade. Em 1997, essa proteção constitucional foi invocada em uma decisão histórica do Supremo Tribunal Federal para manter a proibição da Farra do Boi, um festival que envolvia a tortura e o abate de touros e bois no estado de Santa Catarina.
Uma lei de 1998 proíbe o abuso de animais domésticos e selvagens. Ela impõe penas mais severas para a crueldade do que o decreto de 1934, com uma sentença de 3 meses a 1 ano mais multa, sendo a pena aumentada em um sexto a um terço se o animal for morto. Uma atualização de 2012 ao Código Penal aumentou a pena para crueldade de 3 meses–1 ano para 1–4 anos, e até 6 anos se o animal for morto.
A lei de 1998 não aborda especificamente os animais de criação. Uma Instrução Normativa de 2000 regula o manejo pré-abate e os métodos de abate, estipulando que o manejo deve minimizar o estresse e proibindo o uso de "instrumentos agressivos no abate". Instruções de 2008 estabelecem procedimentos para a criação e transporte de animais e preveem a produção de Manuais de Boas Práticas (cuja adoção é voluntária). Naquele ano, o Ministério da Agricultura, Pecuária e Abastecimento estabeleceu a Comissão Técnica Permanente de Bem-Estar Animal, cujas funções incluem a promoção de eventos relacionados ao bem-estar animal, o treinamento dos envolvidos na cadeia agropecuária e a publicação e disseminação de material técnico sobre bem-estar animal.
As aves, que constituem a grande maioria dos animais terrestres abatidos para alimentação no Brasil, estão isentas das leis que regem o transporte ou exportação que afetem o bem-estar animal.
Em 2008, o Brasil aprovou sua primeira regulamentação federal que trata especificamente dos animais em pesquisas científicas. A lei de 2008 prevê a criação de um Comitê Nacional de Controle e Experimentação Animal e de Comitês Éticos Institucionais sobre o Uso de Animais, que devem seguir os princípios dos Três Rs: substituição dos animais por métodos não animais, redução do número de animais utilizados e aprimoramento das técnicas aplicadas aos animais.
Em 2014, o Brasil proibiu a maior parte dos testes cosméticos em animais, embora seja permitido testar ingredientes com efeitos desconhecidos sobre os animais, assim como testar em animais em outros países e vender os produtos resultantes no Brasil.
Em 2014, o Brasil recebeu a nota C dentre as possíveis notas A, B, C, D, E, F, G no Índice de Proteção Animal da Proteção Animal Mundial.
Em 29 de setembro de 2020, o presidente Jair Bolsonaro sancionou uma lei que impõe punições mais severas para maus-tratos de animais, a saber, cães e gatos. Ela aumenta a pena para 2–5 anos de prisão e uma multa, e proíbe o condenado de possuir animais.

## Animais utilizados para alimentação

### Agricultura e animais
Uma fonte de 2014 afirma que o Brasil possui o segundo maior rebanho bovino do mundo (atrás da Índia), com 187 milhões de animais. Em 2009, o país possuía a quarta maior população de frangos (atrás da China, dos EUA e da Indonésia), com cerca de 1,2 bilhão.
Um relatório de 2012 afirma que o Brasil é o quinto maior produtor de carne suína, o quarto maior produtor de carne de peru, o terceiro maior produtor de carne de frango e o segundo maior produtor de carne bovina.
Uma fonte de 2014 afirma que o Brasil é o segundo maior consumidor de peixe no mundo (atrás do Japão), com 12 kg por pessoa por ano. O país produz cerca de 1,25 milhão de toneladas de peixe anualmente, sendo aproximadamente 38% provenientes da aquicultura.

#### Criação intensiva de animais
As fazendas de criação animal brasileiras têm migrado para um modelo de confinamento. Gaiolas de bateria, caixas de gestação e gaiolas para vitela – sistemas de confinamento extremo – são legais no Brasil. A qualquer momento, há mais de 70 milhões de galinhas poedeiras vivendo em gaiolas de bateria e quase 1,5 milhão de porcas reprodutoras em caixas de gestação.
Em 2014, a BRF – maior produtora de carne suína do Brasil – comprometeu-se a eliminar gradualmente o uso contínuo de caixas de gestação em sua cadeia de suprimentos até 2026. Em 2015, a JBS – a maior empresa de processamento de proteína animal do mundo – anunciou planos para eliminar totalmente o uso de caixas de gestação em suas instalações próprias até 2016, e a Associação Brasileira dos Produtores de Suínos anunciou que liderará um estudo acerca da transição para sistemas de alojamento coletivo com maior bem-estar.

#### Transporte e animais
O bem-estar dos animais em transporte é uma questão importante. O Brasil é o maior exportador mundial de gado vivo e frangos. Os animais exportados enfrentam graves ameaças ao bem-estar, como evidenciado pelo incidente de 2012 em que 2.700 bovinos morreram devido ao calor em uma embarcação que tentava descarregar em portos do Oriente Médio. O transporte dentro do país também é problemático. Más condições das estradas e o clima frequentemente fazem com que as viagens até o abatedouro durem sessenta ou mais horas, levando a estresse extremo e morte dos animais.

#### Envolvimento do governo
O governo incentiva ativamente o crescimento da indústria de agropecuária animal. De 2007 a 2009, o Banco Nacional de Desenvolvimento investiu US$ 2,65 bilhões nos três maiores fornecedores de carne bovina do país. Em 2010, o Plano de Agricultura e Pecuária dobrou os créditos disponíveis para a indústria. Em 2012, o governo anunciou um plano de investir US$ 2 bilhões até 2014 "para dobrar as capturas e alcançar dois milhões de toneladas de peixe anualmente."

### Vegetarianismo e veganismo
Em uma pesquisa de 2012 com brasileiros, aproximadamente 8% dos entrevistados se identificaram como vegetarianos. A porcentagem de vegetarianos foi maior entre os indivíduos de 65 a 75 anos (10%) do que entre os de 20 a 24 anos (7%). O estudo não mediu o número de veganos.

## Animais utilizados para vestuário
O Brasil é um dos maiores produtores de peles de chinchilla no mundo.
Em 2014, o estado de São Paulo proibiu a maior parte da criação de peles, impondo uma multa de pelo menos 10.000 reais (aproximadamente US$2880) para os infratores.

## Animais utilizados na ciência
Um total de 3.497.653 animais foram utilizados em pesquisas publicadas em 18 periódicos no estado do Paraná em 2006. Deste, os autores concluem que "pode-se extrapolar que, em todo o Brasil, o número total de animais utilizados a cada ano é extremamente elevado em termos do uso mundial de animais em experimentação."

## Personalidade jurídica dos animais
Em 2005, foi solicitado um habeas corpus para Suíça, um chimpanzé enjaulado em condições supostamente inadequadas em um zoológico. O tribunal concordou em analisar o caso, mas Suíça faleceu antes que uma decisão pudesse ser tomada. Segundo Gordilho, "Este foi o primeiro caso que reconheceu um chimpanzé como autor, que obteve legitimidade para atuar em tribunal por meio de representantes."
Vários anos antes, uma petição de habeas corpus para liberar uma ave enjaulada havia sido rejeitada.
Após esses acontecimentos, ativistas fundaram um periódico acadêmico de acesso aberto e revisão por pares, denominado Brazilian Animal Law Journal (em português: Revista Brasileira de Direito Animal). Este é o primeiro periódico da América Latina especializado em Direito Animal.

## Ativismo animal
De acordo com a Proteção Animal Mundial, o Brasil possui "um movimento de proteção animal vibrante que remonta ao século XIX." Dois grupos brasileiros estiveram representados no Congresso Internacional de organizações de proteção animal de 1910 em Washington, D.C. (em comparação com delegações muito maiores da Europa, dos EUA e do Canadá).
O movimento brasileiro "Chega de Crueldade!" tem como objetivo aumentar as penas para maus-tratos a animais. Em janeiro de 2012, em mais de 150 cidades, milhares de manifestantes marcharam sob o slogan "Chega de Crueldade!". Somente na Avenida Paulista, em São Paulo, houveram 10.000 manifestantes.
Mais tarde naquele ano, alterações no Código Penal incluíram um aumento na pena para crueldade de 3 meses a 1 ano para 1–4 anos, e até 6 anos se o animal for morto. Penas de 1–4 anos foram aplicadas para negligência e abandono, e a promoção ou participação em rinhas foi punida com até 6 anos. Em 2013, protestos do "Chega de Crueldade!" foram novamente realizados em mais de 165 cidades.
Organizações de proteção animal doméstica incluem a ProAnima, que se concentra em acabar com o uso de animais em circos e carruagens de cavalos, além de impedir o abate de cães e gatos de rua, e o Fórum Nacional de Proteção e Defesa Animal, que aborda uma série de questões relativas a animais de estimação e de criação.
Ambos estiveram envolvidos na campanha Be Cruelty-Free Brazil para proibir os testes cosméticos em animais.
Sociedade Humanitária Internacional está ativa no Brasil, tendo liderado a campanha Be Cruelty-Free Brazil que resultou na proibição parcial dos testes cosméticos em animais, além de trabalhar com a sociedade civil para promover o Segunda Sem Carne.